# Вихрь (шхуна, 1852)
«Вихрь» — парусная шхуна Балтийского флота Российской империи, участник Крымской войны. Находилась в составе флота с 1852 по 1862 год, во время несения службы совершала плавания в акватории Балтийского моря, Финского и Рижского заливов, использовалась в качестве гидрографического, учебного и брандвахтенного судна, во время войны принимала участие в обороне Свеаборга и находилась в составе шхерной флотилии в Роченсальме. По окончании службы в 1861 году была отчислена к порту, а в 1863 году исключена из списков судов флота.

## Описание судна
Парусная шхуна с деревянным корпусом, длина шхуны между перпендикулярами составляла 32 метра, ширина с обшивкой по сведениям из различных источников от 8,9 до 9 метров, а осадка от 3,35 до 3,4 метра. Вооружение судна состояло из 10 орудий.
Одно из трёх парусных судов и двух шхун Российского императорского флота, носивших это имя, в составе Балтийского флота также служила одноимённая шхуна 1829 года постройки, а в составе Черноморского флота одноимённая парусно-гребная канонерская лодка 1822 года постройки.

## История службы
Шхуна «Вихрь» была заложена на стапеле в Петровском доке Кронштадтской верфи 31 августа (12 сентября) 1851 года и после спуска на воду 6 (18) октября 1852 года вошла в состав Балтийского флота России. Строительство шхуны по проекту адмирала Ф. Ф. Беллинсгаузена вёл кораблестроитель поручик Корпуса корабельных инженеров Ю. К. Тирнштейн. Судно было первой самостоятельной работой кораблестроителя.
В кампанию 1853 года совершала плавания между балтийскими портами, а также принимала участие в практических и крейсерских плаваниях в Финском заливе. Принимала участие в Крымской войне, в кампанию 1854 года находясь на свеаборгском рейде принимала участие в защите Свеаборга от нападения англо-французской эскадры, после чего в кампании того же и следующего 1855 годов находилась в составе шхерной флотилии в Роченсальме. После войны в 1856 году вновь выходила в практические и крейсерские плавания в Финский залив и Балтийское море. 23 июля (4 августа) 1856 года принимала участие в Высочайшем смотре судов Балтийского флота на Кронштадтском рейде. В кампанию 1857 года шхуна занимала брандвахтенный пост на кронштадтском рейде. С 1858 по 1860 годы на шхуне выполнялись гидрографические работы в Балтийском море, Рижском и Финском заливах, в том числе промеры Рижского залива у мыса Дагерорд в 1859 году. В кампанию 1860 года шхуна также совершала плавания между портами Финского залива.
В 1861 году шхуна «Вихрь» была отчислена к порту, а 11 (23) сентября 1863 года исключена из списков судов флота.

## Командиры шхуны
Командирами парусной шхуны «Вихрь» в составе Российского императорского флота в разное время служили:
- капитан-лейтенант А. С. Есаулов (1853—1854 годы)[16];
- капитан-лейтенант Н. Я. Астапов (1856 год)[17];
- капитан 2-го ранга П. Д. Степанов (1858—1859 годы)[18];
- капитан-лейтенант Х. П. Эрдели (1860 год)[19].